# Zacahuil
Le zacahuil est un tamal mexicain de grande dimension originaire de la Huasteca, région culturelle à cheval sur plusieurs États du golfe du Mexique. Il se distingue des tamales classiques par sa grande taille, pouvant atteindre les cinq mètres.

## Préparation
Le zacahuil est préparé à partir de masa de maïs mélangée à du saindoux, des piments et autres épices, puis garnie de viande, par exemple de porc ou même d'une dinde entière coupée en morceaux. La préparation obtenue est enveloppée dans de grandes feuilles de papatla (es) ou de bananier pour lui donner sa forme de tamalote (grand tamal) qui est attaché avec une corde épaisse et du fil de fer puis cuit dans un four à bois qui doit être bien scellé pour ne pas laisser échapper la chaleur. La cuisson du zacahuil dure de dix à douze heures.

## Culture
Dans la Huasteca, le zacahuil est un plat populaire lors des fêtes comme les baptêmes, les mariages et les fêtes des 15 ans. Un seul zacahuil permet de nourrir de cinquante à cent cinquante convives, en fonction de sa taille.